# Perdita (nome)
Perdita  è un nome proprio di persona inglese femminile.

## Origine e diffusione
Nome di origine letteraria, coniato da Shakespeare per un personaggio della sua opera del 1610 Il racconto d'inverno; il poeta lo trasse dal latino perditus, che significa "perduto", "smarrito". Venne usato anche da Gabriele D'Annunzio ne Il fuoco.
Nei paesi anglofoni è in uso dal XVIII secolo.

## Onomastico
Non esistono sante che portano questo nome, che quindi è adespota. L'onomastico può essere festeggiato in occasione di Ognissanti, il 1º novembre.

## Persone

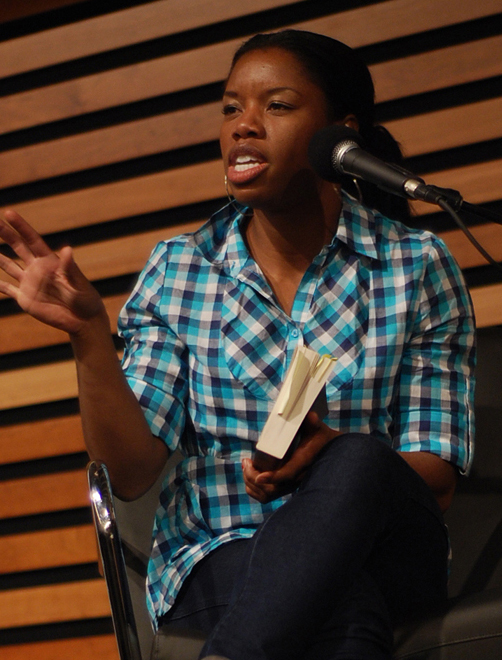
Perdita Felicien

- Perdita Felicien, ostacolista canadese
- Perdita Weeks, attrice britannica

## Il nome nelle arti
- Perdita è un personaggio della commedia di Shakespeare Il racconto d'inverno.
- Perdita è un personaggio del romanzo di Dodie Smith I cento e una dalmata.
- Perdita Durango è un personaggio del romanzo di Barry Gifford Degrees and Raining: The Story of Perdita Durango, e del film del 1997 da esso tratto Perdita Durango, diretto da Álex de la Iglesia.
- Perdita Ramone è un personaggio della serie a fumetti Nevermore.
- Perdita Verney è un personaggio del romanzo di Mary Shelley L'ultimo uomo.

## Toponimi
- Perdita è un satellite naturale del pianeta Urano, che prende il nome dal personaggio shakespeariano.